# Oldowan

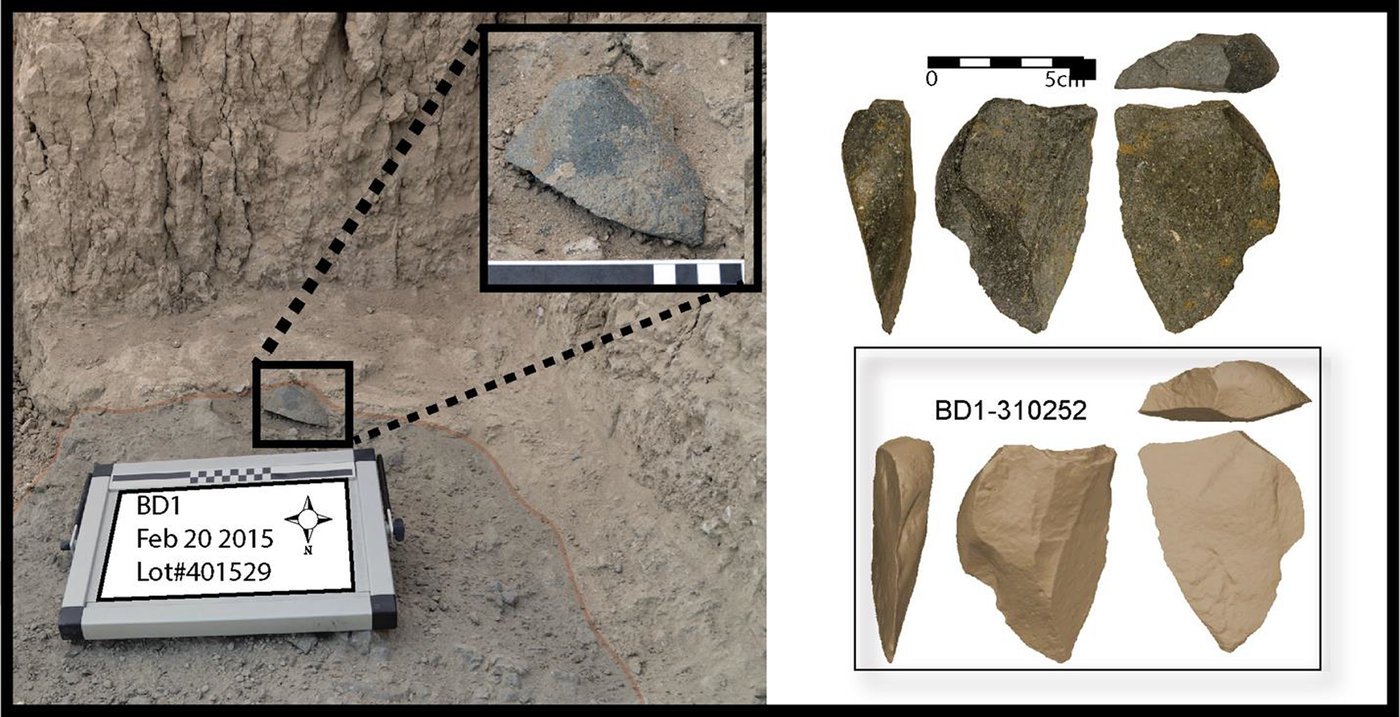
2,6 Mio. Jahre altes Steinartefakt von Bokol Dora (Afar-Dreieck, Äthiopien) in Fundlage. Rechts: Foto und dreidimensionales Modell des gleichen Artefakts.

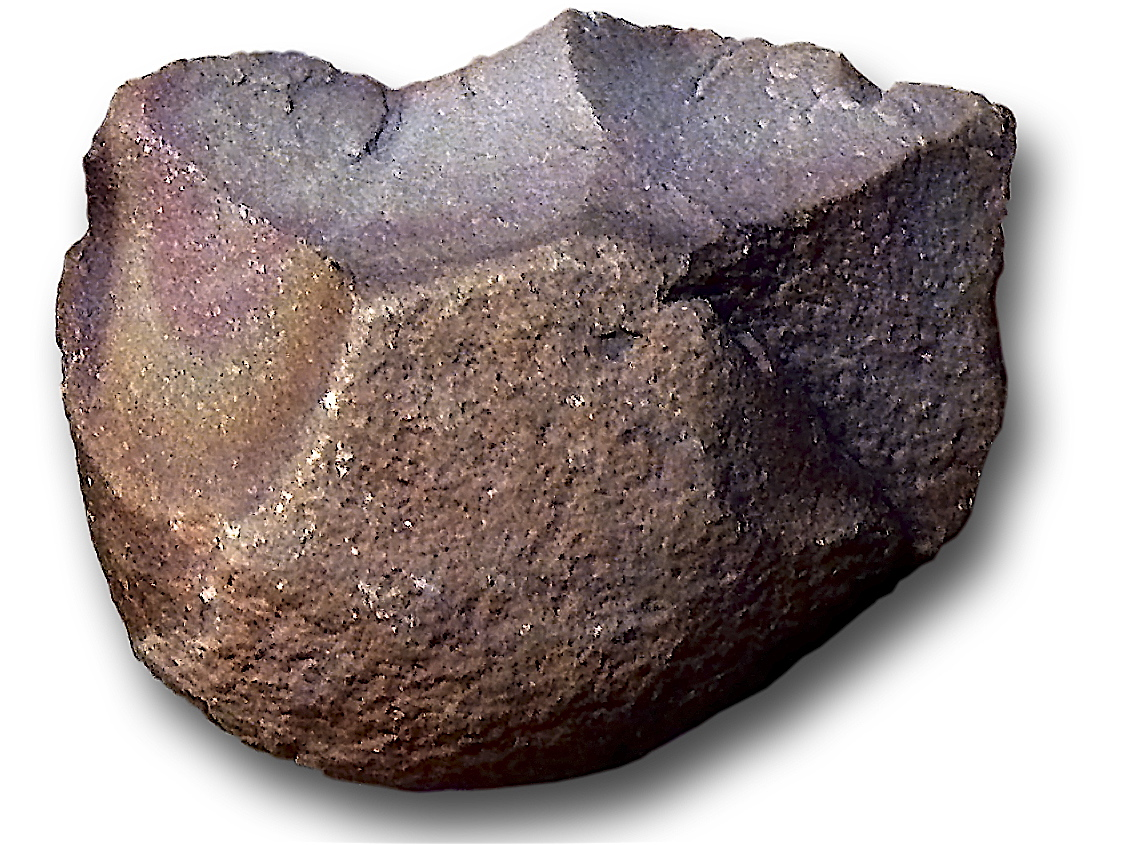
Bearbeiteter Stein (Museo Arqueológico Nacional de España)

Als Oldowan (auch: Olduwan, Olduway) oder Oldowan-Kultur wird die archäologische Kultur mit den weltweit ältesten Steinwerkzeugen bezeichnet. Sie datiert in die Zeit von etwa 2,9 bis 1,5 Millionen Jahren vor heute. Die Bezeichnung verweist auf die Olduvai-Schlucht im Norden Tansanias, einen Teil des Großen Afrikanischen Grabenbruchs. Geprägt wurde die Bezeichnung von Louis Leakey und Mary Leakey, die ab 1931 am Rande dieser Schlucht zahlreiche, nur geringfügig bearbeitete Steinwerkzeuge geborgen hatten. Oldowan-Steinwerkzeuge sind kennzeichnend für das Early Stone Age Afrikas. Das Oldowan wird deswegen auch als Archäolithikum (von griech. ἀρχαῖος / archaĩos, „uralt“ und lithikos / „die Steine betreffend“) bezeichnet, da es die älteste nachweisbare Kultur ist, die sich gegen Ende des Pliozäns und am Beginn des Pleistozäns in Afrika etablierte.
Steingerät und Abschläge aus der Fundstelle Lomekwi 3 in Kenia wurden sogar auf ein Alter von 3,3 Millionen Jahre datiert und als Beleg für eine „Lomekwi-Kultur“ ausgewiesen.

## Historisches
Den ersten homininen Fund in der Olduvai-Schlucht hatte Hans Reck im Jahre 1913 gemacht (Olduvai Hominid 1, abgekürzt: OH 1); er wird heute in der Staatssammlung für Anthropologie und Paläoanatomie in München verwahrt. OH 1 ist der Überrest des Schädels eines anatomisch modernen Menschen (Homo sapiens), dem im Jahr 1974 ein Alter von 17.550 ± 1000 Jahren zugeschrieben wurde, und Reck hatte im Jahr 1925 als Herausgeber über „Wissenschaftliche Ergebnisse der Oldoway-Expedition 1913“ ausführlich publiziert.
Auf der Suche nach Fossilien von frühen Vorfahren des anatomisch modernen Menschen hatten daher auch Louis Leakey und Mary Leakey die Olduvai-Schlucht im Norden des damaligen Tanganjika als besonders erfolgversprechend erkannt. Ab Anfang der 1930er Jahre suchten sie dort wiederholt die ihnen bekannten Fundplätze von primitivem Steingerät nach Oberflächenfunden ab, das heißt nach Fossilien, die – zum Beispiel nach Regenfällen – aus den Steilhängen der Schlucht freigewittert waren. An einer solchen Ansammlung von Steingerät wurde Mary Leakey am 17. Juli 1959 fündig: Sie entdeckte den als Olduvai Hominid 5 (OH 5) bekannt gewordenen, relativ gut erhaltenen Schädel mit sehr großen Zähnen, der bereits im August 1959 als Holotypus der neuen Art Zinjanthropus boisei (heute: Paranthropus boisei) ausgewiesen wurde. Da dieses Fossil in der gleichen Bodenschicht wie die Steinwerkzeuge und in deren unmittelbarer Nähe entdeckt worden war, wurde Zinji zunächst die Urheberschaft der bearbeiteten Steine zugeschrieben.
Im Juni 1959 war in der gleichen Schicht zudem ein kleines Unterkiefer-Fragment entdeckt worden, wenig später an einer benachbarten Fundstelle – etwas tiefer liegend – mehrere hominine Fuß- und Handknochen, ein kleines Schädelfragment und ein teilweise bezahntes Unterkiefer-Fragment; dessen relativ kleine Zähne passten jedoch nicht zu denen von Zinji, woraus geschlossen wurde, dass als Urheber der Steinwerkzeuge auch eine zweite fossile Art infrage kommen könnte. Tatsächlich entdeckte Jonathan Leakey im Herbst 1960 einen gut erhaltenen und bezahnten Unterkiefer eines Kindes (OH 7), der zusammen mit den früheren Funden als Holotypus der neuen Art Homo habilis („geschickter Mensch“) zugeschrieben wurde. Schon in der Namensgebung wurde somit darauf abgehoben, dass Homo habilis als Träger der Oldowan-Kultur interpretiert wurde.

## Merkmale des Oldowan

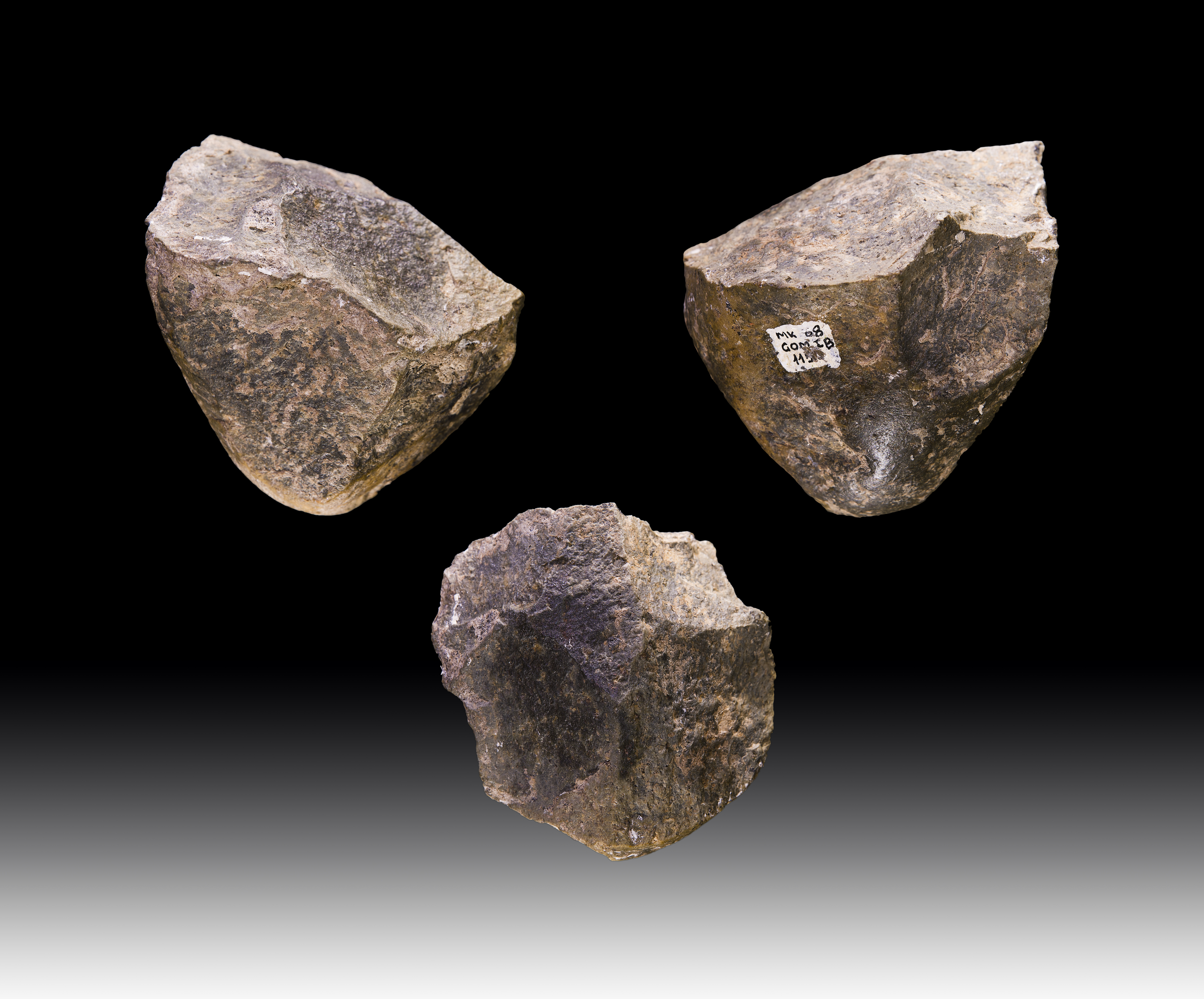
Oldowan Chopper
(1,7 Millionen Jahre alt, Melka Kunture)

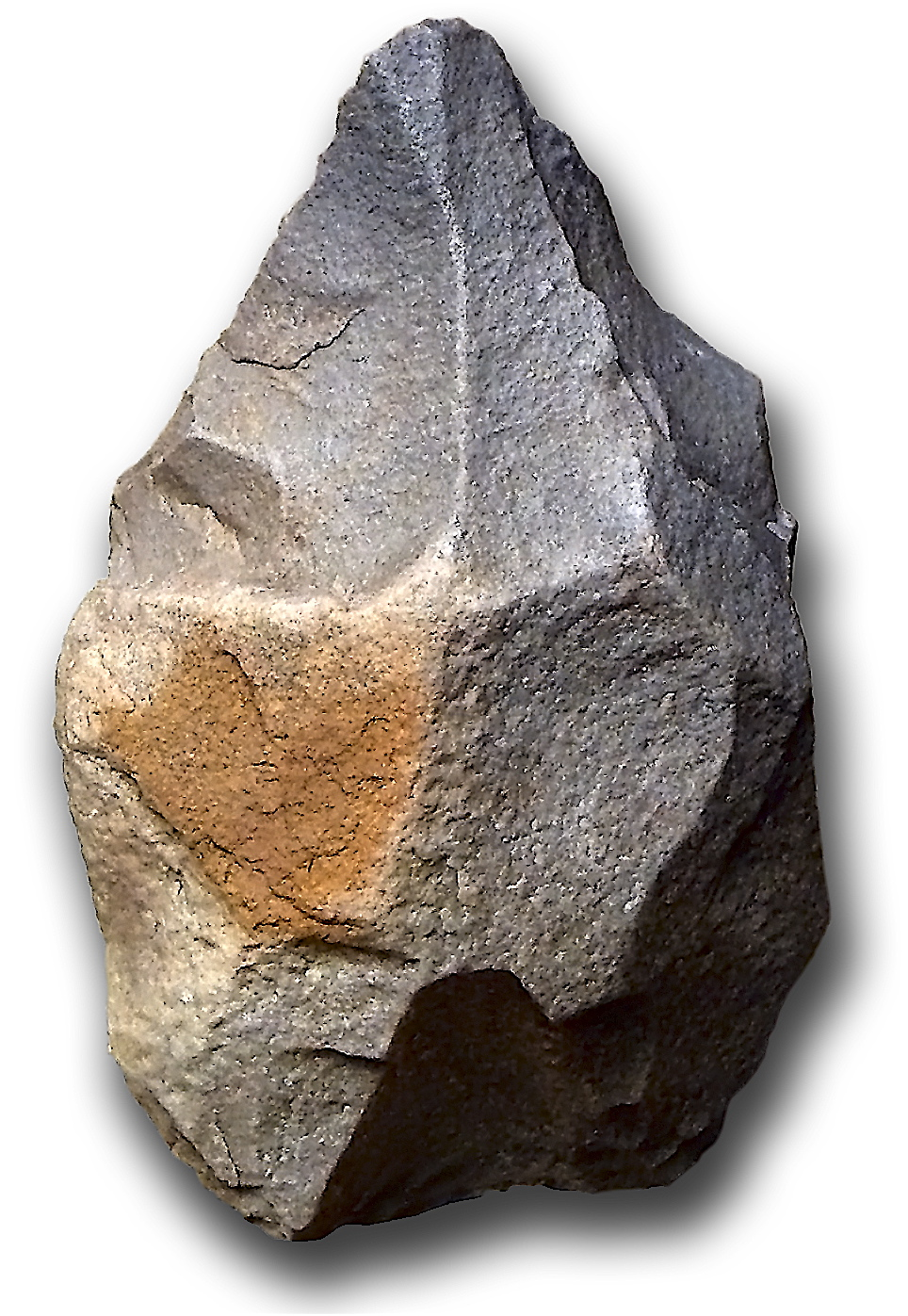
Oldowan Proto-Biface

### Werkzeuge
Der britische Archäologe Grahame Clark definierte den technologischen Stand des Oldowan als Mode 1, also als unterste Stufe auf einer fiktiven Technologieliste, auf welcher der Mensch im Lauf seiner weiteren Entwicklung aufgestiegen war. Typisch für das Oldowan ist die Verwendung von Geröllen (engl.: Pebbles), denen mit wenigen, in der Regel einseitigen Abschlägen, eine scharfe Kante beigebracht wurde, sogenannte Geröllgeräte. Diese frühen Formen sind kaum von natürlichen Geröllen zu unterscheiden. Ein Identifizierungskriterium für Oldowan-Fundplätze wäre in diesem Zusammenhang beispielsweise das Nichtvorhandensein von auf natürliche Art und Weise transportierten oder erodierten Steinen sowie die Existenz eindeutiger, im besten Fall mehrfacher Bearbeitungsspuren.
Später, im „Entwickelten Oldowan“ (engl.: Developed Oldowan) kommen einfache Abschlagwerkzeuge hinzu und der zuvor dominierende Anteil an Choppern geht zurück. Außerdem ist ein erstes Auftreten von kleinen Kratzern sowie Proto-Zweiseitern zu beobachten, weswegen das developed Oldowan teilweise auch als Vorstufe oder Teil des nachfolgenden Acheuléen gesehen wird. Das developed Oldowan wurde anhand der Funde aus der Olduvai-Schlucht (engl.: Olduvai Gorge) definiert.
Als Produzenten der einfachen Steingeräte gelten die frühen Menschen Homo rudolfensis, Homo habilis sowie Homo ergaster / Homo erectus. Insbesondere mit Homo habilis wird das Oldowan deswegen in Verbindung gebracht, da im Jahr 1960 in der Olduvai-Schlucht Überreste dieser frühen Menschenform in Vergesellschaftung mit einfachen Oldowan-Werkzeugen entdeckt wurden. Zunehmend werden auch Australopithecinen als Hersteller in Betracht gezogen.
Das am weitesten verbreitete Werkzeug des (frühen und klassischen) Oldowan ist der Chopper. Dabei handelt es sich um einen auf einfache Art und Weise modifizierten Stein, dessen Bearbeitung wohl durch schlichtes Aneinanderschlagen mit einem anderen Stein entstand. Im Oldowan geschieht diese Artefaktherstellung noch in der sogenannten Hartschlagtechnik, also ohne weiteres Material, das zwischen Schlagstein und zu bearbeitenden Stein gelegt wird. Die Chopper des Oldowan werden für gewöhnlich weiter unterteilt; diese Untergliederung basiert auf der Beziehung der bearbeiteten Kante zur Originalgestalt des Steins. Diese lässt sich – aufgrund der Simplizität der Bearbeitung – in vielen Fällen rekonstruieren. Neben dem Chopper existiert noch das weiter entwickelte Chopping Tool, welches auf zwei Seiten bearbeitet ist.
Ein anderes Merkmal des Oldowan ist das Vorhandensein von sogenanntem Utilised Material, worunter man Steine versteht, die zwar nicht modifiziert, aber dennoch als Werkzeuge eingesetzt wurden; dazu gehören abgerundete Steine, die als Hammer Verwendung fanden. Im Zusammenhang mit dem Utilised Material ist der Begriff der sogenannten Manuports von Bedeutung: Damit sind Steine, bei denen es sich in der Regel ebenfalls um Gerölle handelt, gemeint, die vom Menschen importiert, also an einen bestimmten Platz gebracht wurden, um dort als Werkzeuge Verwendung zu finden. Wie beim Utilised Material sind sie nicht oder kaum bearbeitet. Vor allem die scharfkantigen Abfälle, die beim Abschlagprozess entstanden, wurden gleichfalls benützt.

### Materialien
- Dolerit
- Quarzit
- Feuerstein
- Basalt
- Kalkstein
- Sandstein

In einer Veröffentlichung aus dem Jahr 2020 haben britische Archäologen und Materialwissenschaftler bestätigt, dass die frühen Menschen bereits die optimalen Gesteine für die jeweiligen Aufgaben kannten und vorwiegend eingesetzt haben. So wurden Quarzit und Feuerstein wegen ihrer größeren Schärfe für Schneiden herangezogen, während Basalt für Faustkeile genutzt wurde, weil er weniger scharf ist, die Kanten aber länger erhalten bleiben.

### Verwendungen
Die Werkzeuge wurden verwendet, um Fleisch von Knochen zu trennen sowie zum Öffnen hartschaliger, pflanzlicher Nahrung. Schlag- und Schnittspuren auf Tierknochen belegen die Verwertung von Fleisch, wenngleich bislang nicht eindeutig erwiesen ist, ob es sich um Jagdbeute oder so genanntes „Scavenging“ (etwa: „Aasverwertung“) handelt.
Im Fall von „Scavenging“ – einem von Robert Blumenshine in die Debatte gebrachten Begriff – hätten sich Homo habilis bzw. Homo ergaster / Homo erectus das genommen, was von den Mahlzeiten der großen Beutegreifer, der sogenannten „Prädatoren“, übrig blieb.

### Lagerplätze
Eine weitere Ausprägung der Oldowan-Kultur ist das Vorhandensein erster Wohnstrukturen (Lagerplätze). Sie datieren in die Zeit von 2 bis 1,5 Millionen Jahren vor heute; bei ihnen handelt es sich um Steinkreise, die als steinerne Basis von Hütten bzw. generell als Lager früher Hominiden (z. B. Homo habilis) gedeutet werden. Sie wurden nur eine gewisse Zeit lang bewohnt, dann aber, wahrscheinlich aufgrund der Notwendigkeit, neue Nahrungsquellen zu suchen, aufgegeben. In Olduvai entdeckte man beispielsweise im Jahre 1971 ein annähernd kreisförmiges Areal von rund 16 m² Flächeninhalt; dieses Gebiet war von einer der oben erwähnten niedrigen Steinmauern eingefasst, welche das Fundament einer Hütte darstellten. Innerhalb dieser Einfassung wurden zahlreiche zerlegte bzw. bearbeitete Knochen entdeckt, aus denen das Knochenmark entnommen worden war. Auch Chopper wurden gefunden. Höchstwahrscheinlich wurde die Entnahme des Marks damit bewerkstelligt. Ein ähnlich strukturierter und ausgestatteter Siedlungsrest wurde in Melka Kunturé in Äthiopien lokalisiert; außerdem weitere Anlagen dieser Art an verschiedenen anderen Orten in Ostafrika. Generell ist zu sagen, dass sich die Reste dieser Hütten zumeist in der Nähe von Flüssen und Seen befinden.

## Oldowan-ähnliche Werkzeuge bei Javaneraffen
2023 berichteten Primatenarchäologen des Max-Planck-Instituts für evolutionäre Anthropologie aus Thailand, dass im Nationalpark Ao Phang-nga heimische Javaneraffen Steinartefakte schaffen, „die Steinwerkzeugen früher Vertreter der Gattung Homo ähneln.“ Die Affen benutzen Steine als „Hammer“ und „Amboss“, um hartschalige Nüsse zu knacken, wobei diese Steine häufig zerbrechen. Die teils scharfkantigen Absplitterungen und die unbrauchbar gewordenen Hammer- und Amboss-Steine – mehr als tausend analysierte Objekte –  ähneln den  Wissenschaftlern zufolge den Hominini zugeschriebenen Artefakten aus den Pliozän und dem frühen Pleistozän.
Kapuzineraffen in Brasilien benutzen ebenfalls Steine als Werkzeuge, auch bei ihnen platzen beim Zuschlagen unabsichtlich Abschläge ab. Die Autoren einer 2016 publizierten Studie wiesen daher ebenfalls darauf hin, dass – laut ihren Beobachtungen von Rückenstreifen-Kapuzinern – die direkten Vorfahren des Menschen möglicherweise nicht die einzigen Produzenten solcher Abschläge gewesen sind; vielmehr könnten auch die direkten Vorfahren des Menschen zunächst unabsichtlich scharfkantige Steinabschläge erzeugt haben, bis ihnen auffiel, dass sich diese als Klingen nutzen lassen.

## Zeitliche Einordnung
Das Oldowan wird in der neueren Forschung zunehmend in mehrere Stufen untergliedert. Veröffentlichungen hierzu stammen vor allem aus der Feder von Helene Roche.
- Das Early Oldowan (auch: Frühes Oldowan; circa 2,6–2 Mio. Jahre vor heute):
Beginnt in Afrika, hierzu gehören: Gona, Omo; und setzt sich außerhalb Afrikas fort: Yiron bei Tiberias (Israel), Šandalja I auf der istrischen Halbinsel und Chilhac III in Frankreich (obwohl letztere nicht eindeutig zum Oldowan gezählt wird), ferner gibt es eine Fundstelle (Ain Boucherit) in Algerien.[21] Das Early Oldowan ist vor allem dadurch charakterisiert, dass bei der Anfertigung von Steinartefakten das Rohvolumen verfolgt wird.
- Das Oldowan (auch: Klassisches Oldowan; circa 2–1,7 Millionen Jahre vor heute):
Hierzu gehören: Olduvai, Koobi Fora, Ubeidya und Gesher Benot Ya’aqov in Israel, Dmanisi in Georgien und Orco bei Granada (Spanien). Diese Epoche zeichnet sich dadurch aus, dass Schlagunfälle in zunehmendem Maße vermieden und die Herstellung einfacher Steingeräte zunehmend perfektioniert wird.
- Das Developed Oldowan (auch: Entwickeltes Oldowan; circa 1,7 Mio. bis 600.000 Jahre vor heute):
Komplexere Geräte werden nun hergestellt; der in den vorherigen Stufen dominante Anteil an Choppern geht zurück. Die Vorläufer der Zweiseiter (Proto-Bifaces, auch Cleaver) kommen auf.[22]

Das Oldowan überschneidet sich zeitlich teilweise mit dem Acheuléen (1,7 Mio.–150.000 Jahre vor heute). Viele Werkzeuge des Oldowan wurden noch in späteren Zeiten verwendet.

## Fundplätze des Oldowan

### Fundplätze in Afrika
Die ältesten Fundstellen liegen in Äthiopien: Gona (2,6 Mio. Jahre alt)
und Hadar (2,3 Mio. Jahre alt). Weitere Fundplätze des Oldowan in Afrika wären beispielsweise Swartkrans und Sterkfontein in Südafrika, Koobi Fora, Omo Shungura und Gadeb in Ostafrika sowie Ain Hanech und El-Kherba in Nordwestafrika.
Nach der originalen Definition des Begriffes „Oldowan“ ist diese Kultur bzw. Steinindustrie vor allem im östlichen Teil Afrikas verbreitet, obwohl ähnliche Industrien auch an anderen Orten des Kontinents nachgewiesen wurden.

#### Gona (Äthiopien)
Der archäologische Fundplatz Gona liegt am Fluss Awash. Die Stätte wurde unter anderem in den Jahren von 1992 bis 1994 ausgegraben und erbrachte insbesondere bezüglich der dort gefundenen Steinartefakte neue Erkenntnisse. Bei Gona handelt es sich demnach um den Fundort der ältesten Steinartefakte der Welt; diese wurden anhand der Kalium-Argon-Datierung auf circa 2,6 Millionen Jahre datiert. Damit stellen sie definitiv die – bislang – ältesten intentionell modifizierten Werkzeuge dar. Sie wurden vom afrikanischen Archäologen und Paläoanthropologen Sileshi Semaw publiziert.
Es handelt sich um für das Oldowan charakteristische Kerngeräte; auch Abschläge wurden entdeckt. Semaw spricht in seinem Aufsatz zu den Geräten über eine durchaus feststellbare Kenntnis der Hersteller zu Schlagtechniken und Fertigungsweisen, weshalb die Artefakte technologisch eher ins developed Oldowan als in diese, durch naturwissenschaftliche Methoden ermittelte Zeit datieren. Bislang wahrscheinlichster Hersteller der Artefakte könnte der in Bouri gefundene Australopithecus garhi sein.

#### Kada Hadar (Äthiopien)
Kada Hadar liegt am Fluss Awash im Afar-Dreieck von Äthiopien. Hadar wurde weltweit bekannt, als Donald Johanson dort im November 1974 zusammen mit Yves Coppens das fast vollständig erhaltene Skelett eines Australopithecus afarensis fand, das später unter dem Namen Lucy bekannt wurde (nach dem Beatles-Song Lucy in the Sky with Diamonds). Die relevanten Schichten datieren in die Zeit vor circa drei Millionen Jahren vor heute. In der Nähe von Hadar wurden zahlreiche weitere Hominiden-Fossilien gefunden (u. a. das Fossil Ardi, ein weiblicher Ardipithecus ramidus) und auch sehr alte Steinwerkzeuge.

#### Bokol Dora (Äthiopien)
Die Ausgrabungsstätte Bokol Dora 1 (BD 1) befindet sich in der Region Afar im Nordosten Äthiopiens. Der maximal rund 2,78 Millionen Jahre alte Kieferknochen LD 350-1 wurde 2013 im Forschungsgebiet Ledi-Geraru aus einer Schicht geborgen, in der bereits seit 2012 Steinartefakte bekannt waren. 2013 und 2015 wurden insgesamt rund 300 Artefakte auf einer Grabungsfläche von 37 Quadratmetern – in 1,8 Metern Tiefe – entdeckt und geborgen. Sollten die Datierung der Fundschicht (2,61 bis 2,58 Mio. Jahre) und die 2019 als sicher interpretierte, zeitliche Assoziation von Fossil und Steingerät Bestand haben (die Fundstelle BD 1 befindet sich 5 Kilometer nördlich des Fundortes von LD 350-1), würde es sich um die ältesten bislang entdeckten Steinwerkzeuge handeln. Die Datierung ist allerdings umstritten.

#### Dikika (Äthiopien)
In der Nähe von Kada Hadar befindet sich Dikika, eine weitere paläoanthropologische Fundstelle am Fluss Awash, wo von Zeresenay Alemseged dort im Jahr 2000 unter anderem das besonders gut erhaltene Fossil DIK 1-1 geborgen wurde. Dieses Fossil gilt als das bislang vollständigste Exemplar der Art Australopithecus afarensis. Es wird von seinem Entdecker Selam („Friede“) genannt. Geborgen wurden in diesem Gebiet die ältesten bisher bekannten, rund 2,5 Millionen Jahre alten Steinwerkzeuge.
Im Sommer 2010 berichtete ein Forscherteam um Zeresenay Alemseged und Shannon McPherron in der Zeitschrift Nature über den Fund von 3,3 Millionen Jahre alten Kratz- und Schnittspuren auf fossilen Tierknochen, die nach Auffassung der Forscher belegen, dass bereits Australopithecus afarensis Fleisch von Knochen kratzte; möglicherweise sind die Einkerbungen aber auch Kratzspuren von Krokodil-Zähnen.
Die pliozänen Sedimente bei Dikika werden seit einigen Jahren unter anderem von Forschern des Max-Planck-Instituts für evolutionäre Anthropologie erforscht.

#### Melka Kunturé (Äthiopien)
| \| Melka Kunturé \|                     |
| Position von Melka Kunturé in Äthiopien |
| Melka Kunturé                           |

Melka Kunturé liegt etwa 50 Kilometer südlich von Addis Abeba auf der Straße, über den Fluss Awash bei dem Dorf Melka Awash. Drei Wasserfälle liegen jenseits der Brücke über den Awash, die den Zugang nach Süden nach Butajira gewährt.
Seit 1960 haben französische Archäologen der Mission Archéologique Française de Éthiopie Ausgrabungen in der Gegend von Melka Kunturé durchgeführt und dabei über 30 Fundstätten entdeckt. Die Funde wurden datiert analog der vulkanischen Ablagerungen des Mount Zuqualla, der südöstlich von Melka Kunturé liegt. In einer 2023 veröffentlichten Studie wurde berichtet, dass anhand von rund 2 Millionen Jahre alten Steinwerkzeugen und Knochen aus der Fundstelle Garba IV der Übergang von der Kultur des Oldowan zur Kultur des Acheuléen nachgewiesen und mit Homo erectus in Verbindung gebracht wurde.
Auf dem Gelände wurde ein Museum von der Oromia Culture and Tourism Commission gebaut, mit finanzieller Unterstützung der Europäischen Gemeinschaft. In vier Gebäuden werden Exponate des prähistorischen Afrikas, der Geologie und Vulkanologie, der Paläoanthropologie, sowie der Frühgeschichte von Melka Kunturé gezeigt. Das „Open Air Museum“ zeigt Fundstücke des Acheuléen, die auf ca. 800.000 Jahre datiert wurden.

#### Omo Shungura (Äthiopien)
Das Tal am Unterlauf des Omo gehört seit 1980 zum Weltkulturerbe der UNESCO. Steinartefakte werden auf bis zu über zwei Millionen Jahre alt datiert.

#### Ain Hanech (Algerien)
| \| Ain Hanech \|                |
| Lage von Ain Hanech in Algerien |
| Ain Hanech                      |

Ain Hanech (eigentlich: 'Ain el-Hanech) liegt in der Hochebene im Nordosten Algeriens, circa zehn Kilometer nördlich der Stadt El-Eulma.
Diese Fundstätte bietet wichtige Beweise für die Ausbreitung der Hominiden aus Ostafrika nach Aufkommen der Steinwerkzeugherstellung (Out-of-Africa-Theorie). Ain Hanech wurde im Jahre 1947 unter anderem von dem französischen Paläontologen Camille Arambourg im Zuge seiner Forschungen in der Region um die Stadt Sétif entdeckt.
Die Sahnouni-Heinzelin-Ausgrabung
Die Ausgrabungen vor Ort wurden im Jahr 1992 unter Mohamed Sahnouni und Jean de Heinzelin fortgesetzt. Die palaeomagnetische Analyse der Stratigraphie zeigte die normale Polarität für das Oldowan, die mit der Anzeige des Olduvai-Subchrons bezüglich der „vertebrate faunal biozonation“ korreliert.
Tierfossilien
Während der neueren Ausgrabungen wurde eine große Anzahl von Artefakten des Oldowan ans Tageslicht gebracht, darunter Tierfossilien, die in feinkörnigem Schlamm hervorragend konserviert worden waren. Aus zwei archäologischen Fundstätten wurden zerbrochene Knochen und Steinartefakte in einer schlammigen Ablagerung geborgen, die mit Sand und Geröllen durchmischt war.
Die Faunenreste stammen von Pferden, Hornträgern, Elefanten und Nashörnern, jedoch hauptsächlich vom Equus tabeti.
Taphonomische Muster zeigen, dass die Knochen über einen Zeitraum von Jahren vergraben wurden, zur Zeit als die Stätte besiedelt war.
Stein-Artefakte

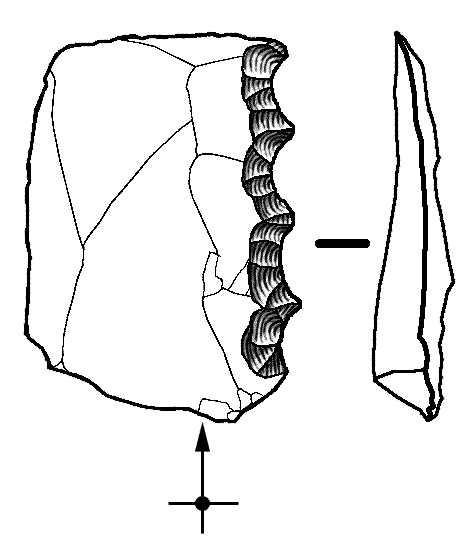
Denticulate tool

Gefunden wurden hier die frühesten bekannten Artefakte von Homininen, die sich nach Nordafrika ausgebreitet hatten. Datiert wurden die Funde auf etwa 1.75 Millionen Jahre. Die Stein-Artefakte sind gut erhalten und bilden ein einheitliches Gesamtbild, einschließlich geringerem Abschlagmaterial. Die Artefakte wurden aus Kalkstein und Feuerstein hergestellt und umfassen dünne Schlagsteine (cobbles), ganze Splitter (flakes), verschiedene Bruchstücke und retuschierte Werkstücke. Eine Untersuchung der Mikro-Verschleißspuren der Feuersteine verweisen auf die Verwendung von zwei einfachen Splittern (flakes) und einem „Denticulate tool“ für die Fleischverarbeitung.
Die Stein-Artefakte werden klassifiziert als zu einer nordafrikanischen Variante des Oldowans gehörend. Forschung und Ausgrabungen sind hier weiterhin im Gange.

#### Ain Boucherit (Algerien)
Ain Boucherit (auch: Oued Boucherit) ist eine weitere Fundstätte; sie befindet sich südlich von Ain Hanech und weist gut erhaltene Artefakte aus dem Pliozän auf. Die ältesten wurden auf etwa 2,4 Mio. Jahre BP datiert. Diese Fundstätte bietet wichtige Beweise der Ausbreitung der Hominini aus Ostafrika nach Aufkommen der Steinwerkzeugherstellung.

#### Oued Laatach (Algerien)
Oued Laatach ist eine Fundstätte nahe Ain Hanech.

#### El-Kherba (Algerien)
El-Kherba ist eine weitere Fundstätte südlich von Ain Hanech.

#### Koobi Fora (Kenia)
| \| Koobi Fora \|                 |
| Position von Koobi Fora in Kenia |
| Koobi Fora                       |

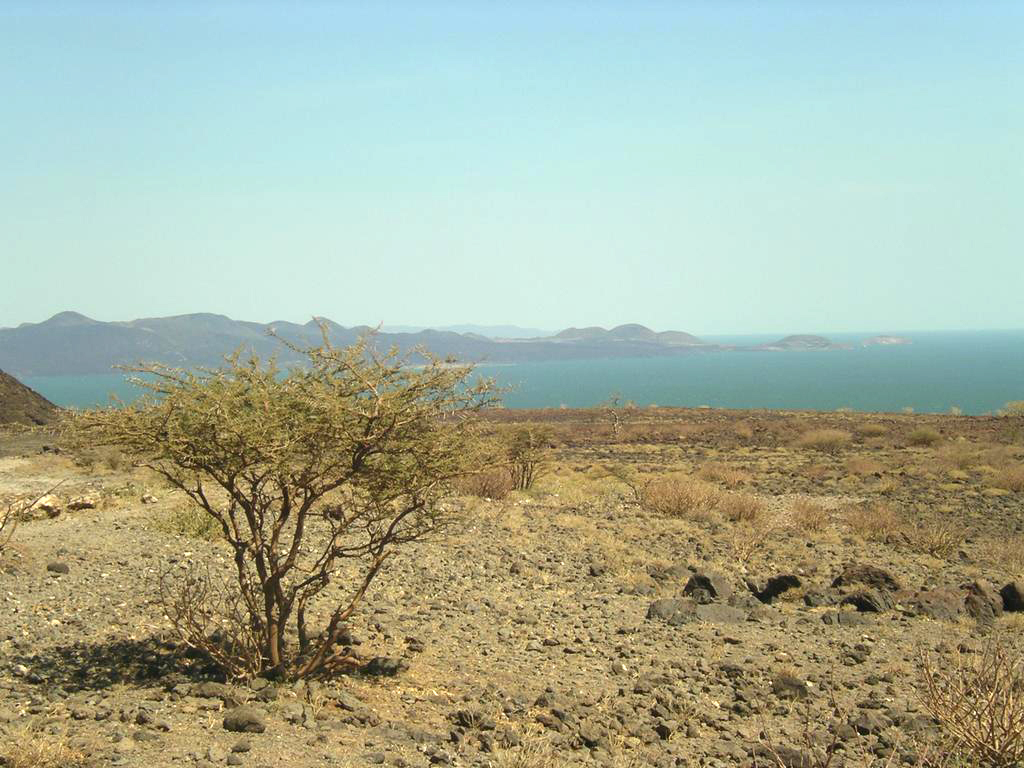
Landschaft am Ufer des Turkana-Sees

Koobi Fora liegt am Nordostufer des Turkana-Sees im Sibiloi-Nationalpark; das Gebiet wurde 1967 von Richard Leakey als potentielle Fossilienlagerstätte erkannt. Die archäologische Erschließung der weitläufigen Fundstätte erfolgte in Zusammenarbeit mit Glynn Isaac, John Harris, Meave Leakey, dem Geologen Frank Brown und anderen. Geborgen wurden neben Steinartefakten aus der Zeit des Oldowan auch zahlreiche Überreste von Australopithecus und Homo in stratigraphischen Schichten, die zunächst verglichen wurden mit Olduvai-Bett 1 und Olduvai-Bett 2. Die Funde werden daher traditionell auf ein Alter von circa 2,5 bis 1,5 Millionen Jahre geschätzt. In diesen Schichten wurden zahlreiche Fossilien von Tieren wie Flusspferden, Elefanten und Wildschweinen gefunden. Einige Knochen weisen Schnittspuren auf.

#### Karari (Kenia)
Karari befindet sich ebenfalls am Ufer des Turkana-Sees. Hier konnte festgestellt werden, dass die Steinwerkzeugherstellung intensiver getätigt wurde als in Koobi Fora. Die hier gefundenen Werkzeuge wurden aus den – in dieser Gegend reichlich vorhandenen – vulkanischen Gesteinen gefertigt, z. B. aus Quarzit. Ähnliches lässt sich unter anderem an Fundstücken aus der Olduvai-Schlucht nachweisen. Die meisten der Artefakte sind von einfacher Machart und von kleiner Größe. Einige weisen definitive Gebrauchsspuren auf. Allerdings fügen sich nur wenige in die klassische Typologie der Steinwerkzeuge nach Mary Leakey ein. In Karari wurden auch Reste von Knochen entdeckt, die scheinbar absichtlich aufgebrochen wurden – aller Wahrscheinlichkeit nach, um an das Mark zu gelangen. Andere Knochen weisen Schnittspuren auf. Die Funde wurden auf ein Alter von 1,6 bis 1,2 Millionen Jahre datiert.

#### Kanjera (Kenia)
Die Fundstätte Kanjera liegt auf der Halbinsel Homa am nordöstlichen Ufers des Victoria-Sees. Ausgrabungen fanden in den 1930er Jahren unter Leitung von Louis Leakey, in jüngerer Zeit unter Thomas Plummer statt. Mit mehreren tausend Steinartefakten, einigen homininen Fossilien und mehr als 3000 identifizierten Tiergattungen, deren Reste entdeckt wurden, gehört Kanjera zu den bedeutenden Funden der Oldowan-Kultur in Afrika. Die Fundstätte ist gleichzusetzen mit Olduvai und Sterkfontein, obwohl sich die Merkmale der dort gefundenen Artefakte sehr von den hier gefundenen Objekten unterscheiden.

#### Lokalalei (Kenia)
Die Fundstätte Lokalalei befindet sich am Turkana-See und wird auf circa 2,35 Millionen Jahre datiert.

#### Lomekwi 3 (Kenia)
In der Fundstätte Lomekwi 3, in unmittelbarer Nähe der Fundstelle von Kenyanthropus im Norden Kenias am Turkana-See, wurden ab 2011 Steingeräte vom Oldowan-Typ und Reste von der Herstellung solcher Werkzeuge gefunden. Während die meisten Werkzeuge an der Oberfläche entdeckt wurden,
stammen 19 Objekte mit nicht zweifelsfrei zu klärendem Artefaktcharakter aus tieferen Sedimentschichten und sind damit geologisch datierbar. Ihr Alter beträgt laut einer in Nature veröffentlichten Studie 3,3 Millionen Jahre. Sollte diese Datierung korrekt sein,
wären es die ältesten bislang bekannten Steinwerkzeuge
und stammten aus einer Epoche, aus der noch keine Fossilien der Gattung Homo bekannt sind; als ältester Beleg für die Gattung Homo gilt das Fossil LD 350-1, das auf ein Alter von 2,80 bis 2,75 Millionen Jahre datiert wurde.
Sonia Harmand von der Stony Brook University, unter deren Leitung die Artefakte geborgen und datiert wurden, schlug den Fundplatz als Eponym für die Archäologische Kultur des Lomekwian vor.

#### Nyayanga (Kenia)
Nyayanga (0° 23.909' S, 34° 27.115' E) ist eine archäologische und paläontologische Fundstätte an der Westküste der Halbinsel Homa am Victoriasee. 2017 wurde hier Steingeräte vom Oldowan-Typ sowie Abschläge entdeckt, deren Alter laut einer 2023 im Fachblatt Science publizierten Studie rund 2,9 Millionen Jahre beträgt, was bedeutet, dass es sich bei ihnen um die ältesten bislang bekannten Oldowan-Steingeräte handelt; eine zweite, unabhängig vorgenommene Datierung ergab sogar ein Alter von bis zu 3,181 Millionen Jahren. Zugleich wurden aus derselben Fundschicht Knochen von Flusspferden geborgen, die Schnittspuren aufweisen, sowie in unmittelbarer Nähe zu den Knochen zwei große Backenzähne, die Paranthropus zugeschrieben wurden. Ob Paranthropus die Steinwerkzeuge hergestellt oder nur genutzt hat, blieb ungeklärt.

#### Sare-Abururu (Kenia)
Die Fundstätte Sare-Abururu (0°24′27.3″ S, 34°37′03.1″ E) liegt auf der Halbinsel Homa, landeinwärts vom nordöstlichen Ufer des Victoria-Sees, rund 10 Kilometer entfernt von der Fundstätte Kanjera und 18 Kilometer entfernt von der Fundstätte Nyayanga. Zwischen 2015 und 2017 wurden bei Ausgrabungen mehr als 1700 Artefakte aus der Zeit vor rund 1,7 Millionen Jahren geborgen und erstmals im Jahr 2024 wissenschaftlich beschrieben.

#### Karonga (Malawi)
| \| Karonga \|                  |
| Position von Karonga in Malawi |
| Karonga                        |

Am Nordwestufer des Malawisees im Dorf Uraha bei Karonga liegt der Fundort des zweitältesten zur Gattung Homo gestellten Fossils, das bisher von Paläoanthropologen entdeckt wurde. Der 2,4 Millionen Jahre alte, bezahnte Unterkiefer wurde im Rahmen des Hominiden-Korridor-Projektes geborgen und erhielt die Sammlungsnummer UR 501 („UR“ steht für Uraha); das Fossil wurde von seinen Entdeckern Timothy Bromage und Friedemann Schrenk Homo rudolfensis zugeordnet. In Karonga wurde aufgrund einer Initiative Schrenks mit Unterstützung der Deutschen Gesellschaft für Technische Zusammenarbeit (GTZ) und der Uraha-Stiftung ein Kultur- und Museumszentrum gegründet, das unter anderem Vormenschenfunde beherbergen soll.

#### Douar Doum (Marokko)

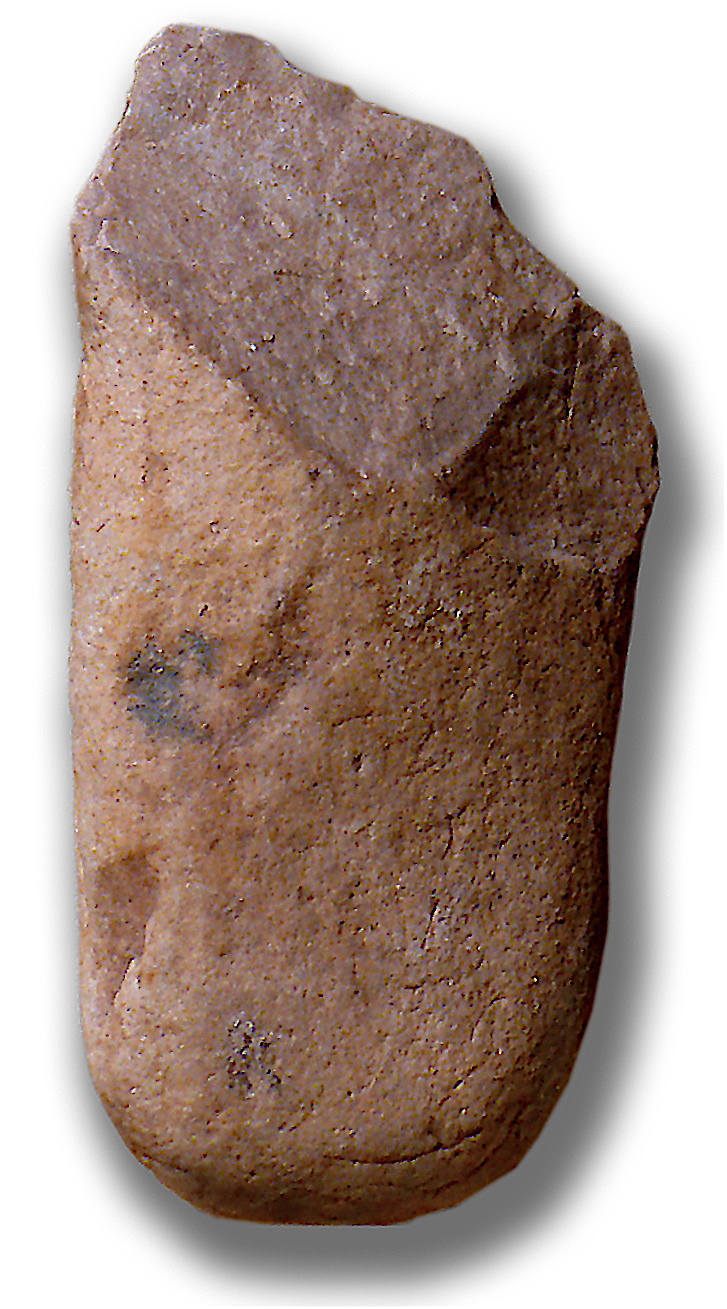

Douar Doum ist eine Fundstätte in der Nähe von Rabat, wo einige der frühesten Steinwerkzeuge in Afrika gefunden wurden.
Die Werkzeuge sind aus kaum bearbeiteten Stein gefertigt. Gefunden wurden eine Vielzahl von Geröllgeräten, aber keine Faustkeile.
Die Werkzeuge sind typisch für die Oldowan-Kultur Nordafrikas und werden auf circa zwei Millionen Jahre datiert.

#### Sterkfontein (Südafrika)
| \| Sterkfontein \|                     |
| Position von Sterkfontein in Südafrika |
| Sterkfontein                           |

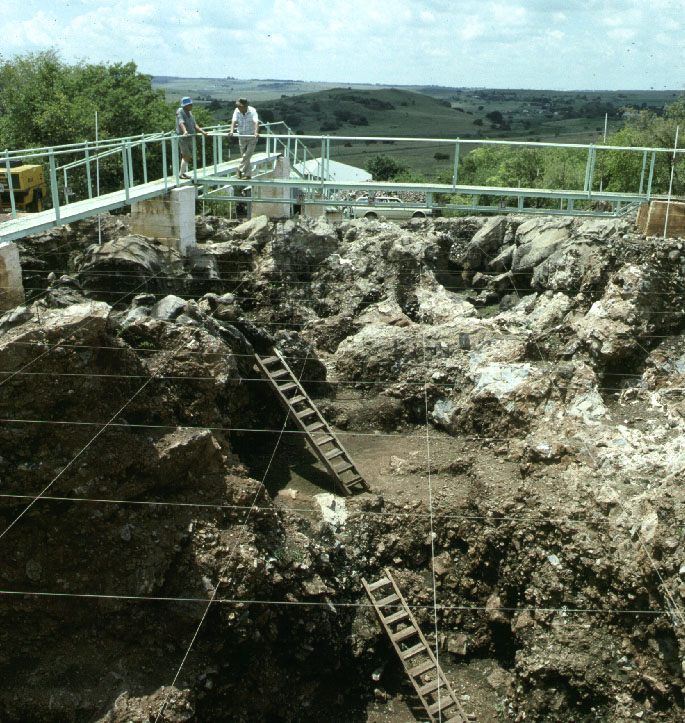
Eingang zur Höhle

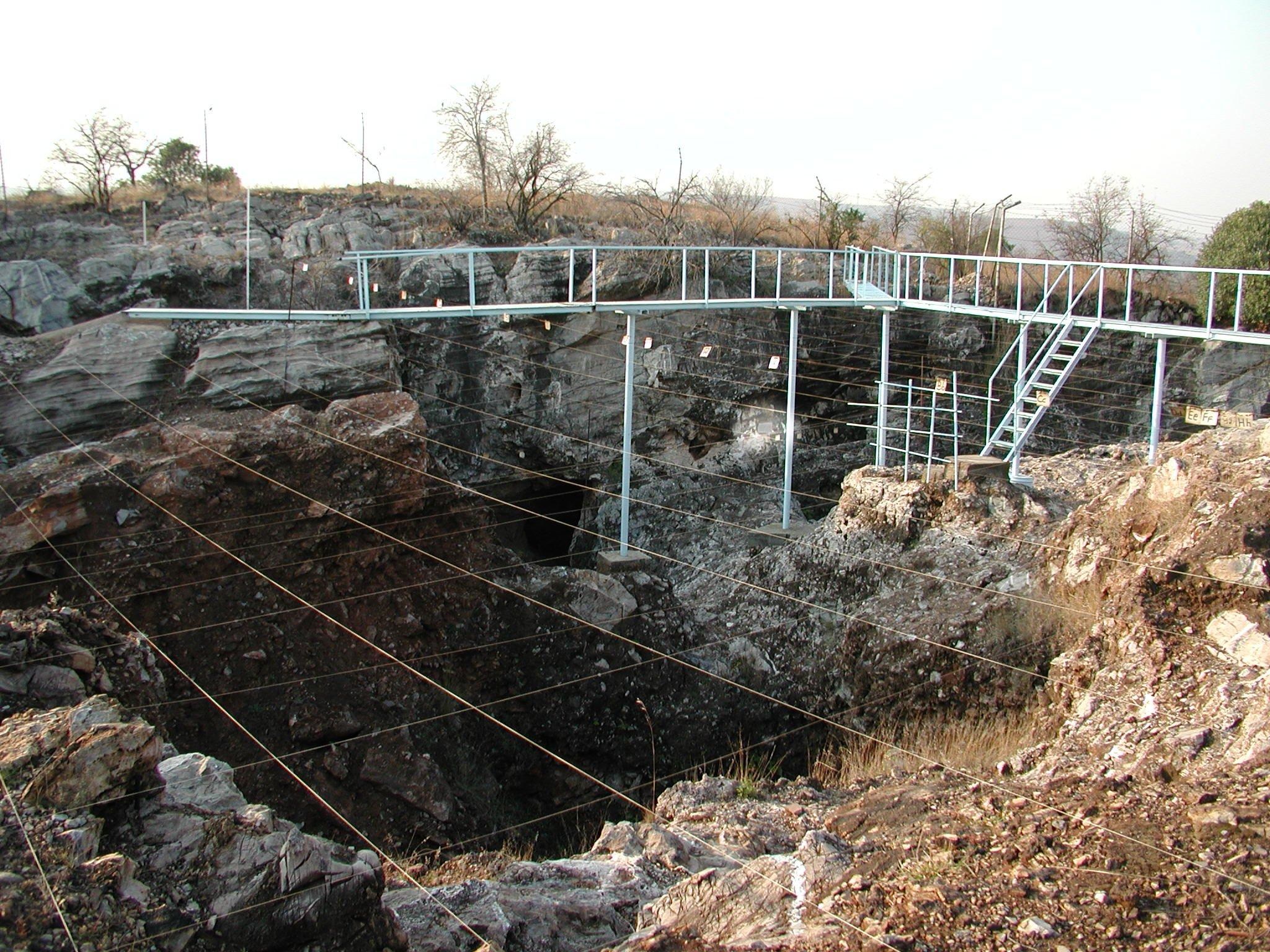
„Mrs. Ples“ wurde an der gegenüberliegenden Seite entdeckt

Sterkfontein (afrikaans: „Starke Quelle“) ist die Bezeichnung für eine Reihe von Karsthöhlen bei der Stadt Krugersdorp nordwestlich von Johannesburg in Südafrika.
Hier wurden eine Reihe von Fossilien früher Hominiden gefunden. Die Ausgrabungen in den Höhlen begannen in den späten 1890er Jahren durch Kalkstein suchende Geologen; diese bemerkten die Fossilien und machten Wissenschaftler darauf aufmerksam. Doch erst 1936 begannen Studenten von Raymond Dart und Robert Broom von der Witwatersrand-Universität systematische Ausgrabungen. Diese Ausgrabungen enthüllten die Überreste vieler früher Hominiden. 1936 gaben die Höhlen einen ausgewachsenen Australopithecus frei. Das unterstützte Raymond Darts Interpretation, dass der bei Taung gefundene und als „Kind von Taung“ bekannte Australopithecus africanus ein früher Vorfahre des Menschen war. Im Zweiten Weltkrieg ruhten die Ausgrabungen, danach wurden sie durch Robert Broom fortgesetzt. 1947 fand er den fast vollständigen Schädel eines erwachsenen, auf 2,6 bis 2,8 Millionen Jahre geschätzten Australopithecus africanus. Bekannt wurde dieser Schädel unter dem Namen „Mrs. Ples“.
Die Ausgrabungen werden kontinuierlich fortgesetzt und ergaben bislang mehr als 500 Hominiden-Fundstücke. Damit ist Sterkfontein die reichste lokal begrenzte Fundstätte der Welt für frühe Hominiden. Bekannt ist die Höhle seit 1995 ferner für „Little Foot“, ein Skelett, das zunächst auf rund drei Millionen Jahre, später auf etwa vier Millionen Jahre und zuletzt auf zwei Millionen Jahre datiert wurde.
Sterkfontein gehört zu einer Reihe von Fundstätten, die 1999 gemeinsam zum UNESCO-Weltkulturerbe und zur Cradle of Humankind („Wiege der Menschheit“) erklärt wurden.
Heute ist die Höhle teilweise für Besucher geöffnet. Ein neu gebautes Besucherzentrum zeigt eine Ausstellung über die Entwicklung der Erde und der Menschheit. Anschließend führt ein Pfad zum Höhleneingang. Dort führen Stufen bis zu 60 Meter tief. Skelette sind allerdings nicht zu sehen. Seit 2005 gibt es zehn Kilometer nordwestlich ein weiteres Besucherzentrum mit dem Namen Maropeng (Setswana für „Rückkehr an unseren Ursprungsort“).

#### Swartkrans (Südafrika)
| \| Swartkrans \|                     |
| Position von Swartkrans in Südafrika |
| Swartkrans                           |

Swartkrans ist eine archäologische Fundstelle auf einer Farm, etwa 30 km von Johannesburg entfernt. Der Ort ist bekannt für seinen Reichtum an archäologischen Funden, speziell aufgrund der Fossilien früher Vorfahren der Gattung Homo (Hominini). Die Farm inklusive der Fundstätten wurde 1968 von der Universität Witwatersrand aufgekauft. Der Paläontologe Robert Broom grub hier ab 1948 regelmäßig.
Im Kalkstein von Swartkrans wurden Fossilien des Homo erectus und Paranthropus gefunden. Der Gebrauch von Feuer wurde in Swartkrans auf bis eine Million Jahre vor heute datiert und wird als zweitältester bekannter Nachweis für die Nutzung des Feuers in der Welt angesehen. Aus Member 3 stammen 59.488 Knochenreste, davon sind 270 verbrannt. Charles Kimberlin Brain geht davon aus, dass das Feuer noch nicht absichtlich erzeugt wurde, sondern dass brennende Holzstücke von Buschbränden gesammelt wurden. Aus der unteren Schicht von Member 1 stammen drei verbrannte Knochen (unter 153.781 Knochenfunden insgesamt), hier geht Brain von Grasbränden aus, die auch die Höhle erreichten.
Aus Swartkrans stammen eine Reihe von Knochenwerkzeugen (Member 1–3).
Swartkrans gehört zu einer Reihe von Fundstätten die 1999 gemeinsam zum UNESCO-Weltkulturerbe erklärt wurden und als „Cradle of Humankind“ (Wiege der Menschheit) bekannt sind.

#### Kromdraai (Südafrika)
| \| Krugersdorp \|                     |
| Position von Krugersdorp in Südafrika |
| Krugersdorp                           |

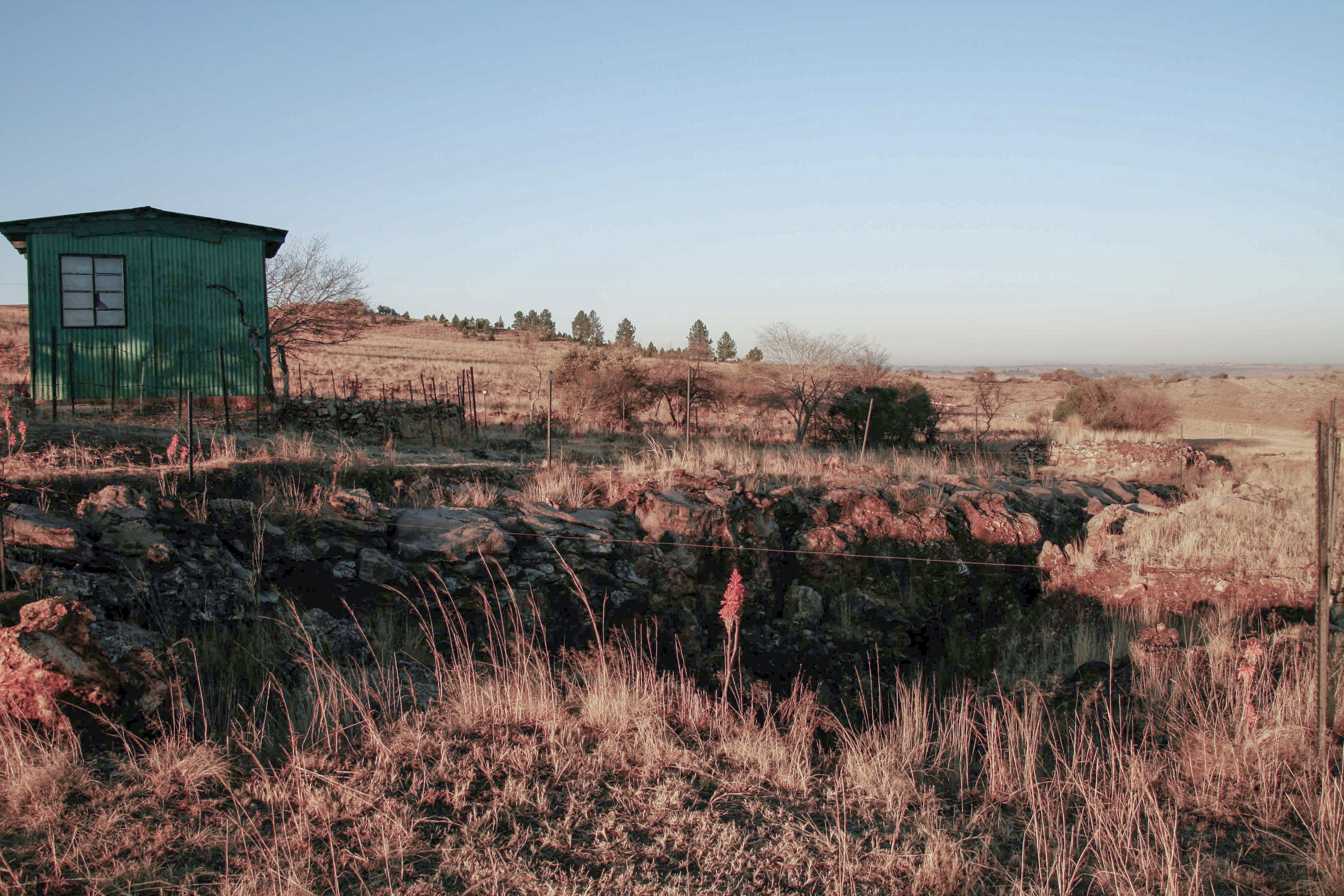
Kromdraai

Kromdraai befindet sich im westlichen Gauteng, unweit von der Stadt Krugersdorp. Der Name ist nach einer Biegung des mäandrierenden Crocodile River von Afrikaans „krumme Biegung“ abgeleitet. In Kromdraai wurde 1938 das Typus-Exemplar von Paranthropus robustus entdeckt. In der nahe liegenden Coopers-Höhle wurden ebenfalls Fossilien von Paranthropus robustus sowie von frühen Vertretern der Gattung Homo sowie Steinwerkzeuge gefunden. Kromdraai gehört zur Cradle of Humankind (Wiege der Menschheit) und seit 1999 zum UNESCO-Weltkulturerbe.

#### Makapansgat (Südafrika)
| \| Mokopane \|                     |
| Position von Mokopane in Südafrika |
| Mokopane                           |

Makapansgat ist eine der bedeutendsten Fundstätten in ganz Afrika. Sie liegt rund 20 km nördlich von Mokopane in Südafrika; der Name geht zurück auf ein historisches Ereignis und auf die Bezeichnung einer Farm, auf deren Gelände Kalkstein gebrochen wurde. Der Komplex Makapansgat besteht aus mehr als zwölf Höhlen. Die ältesten gefundenen Artefakte sind Kalksteinwerkzeuge von Australopithecus, die auf 3–2,6 Millionen Jahren datiert wurden. Die Jüngsten stammen aus der Eisenzeit.
Jedoch nur in der Makapans Höhle wurden Artefakte des Oldowan gefunden. Diese ist die älteste Höhle im Makapan-Tal, datiert auf mehr als 4,0 Millionen bis etwa 1.600.000 Jahre. Hier fanden sich viele Tausend fossile Knochen, darunter Reste von Australopithecus africanus, die von Andy Hernes von der University of New South Wales (Australien) auf der Grundlage paläomagnetischer Datierung in den Zeitraum von 2,85–2,58 Millionen Jahren eingeordnet wurden.
Die Grabungsstätte wurde zuletzt von einem Team der Witwatersrand-Universität und der Arizona State University untersucht.

##### Der Makapansgat-Pebble
Der Makapansgat-Pebble ist ein etwa 260 Gramm schwerer Jaspis-Schlagstein mit anthropomorphen Zügen und natürlichen Verschleißmustern. Der Kiesel ist insofern interessant, als er in einiger Entfernung von Fundplätzen des Australopithecus africanus geborgen wurde. Dieser Fund könnte das früheste Beispiel des symbolischen oder ästhetischen Denkens der Frühmenschen sein. Datiert wurde dieser Manuport auf 2,9–2,5 Millionen Jahre.
Gefunden wurde dieses Objekt von Wilfried I. Eizman in einer Dolerit-Höhle im Makapan Valley nördlich von Mokopane im Jahre 1925.
Beschrieben wurde er erstmals fast 50 Jahre später von Raymond Dart im Jahre 1974.

#### Malapa-Höhle (Südafrika)
| \| Johannesburg \|                     |
| Position der Malapa-Höhle in Südafrika |
| Johannesburg                           |

Die Malapa-Höhle liegt 40 Kilometer westlich von Johannesburg und 15 km nordnordöstlich der bekannten Fossilienfundstätten von Sterkfontein, Swartkrans und Kromdraai in 1442 m Höhe.
Die Höhle wurde erst im Jahr 2008 von den Südafrikanern Lee Berger (Paläoanthropologe) und Paul Dirks (Geologe) entdeckt. Beide fanden dort Teilskelette von zwei Australopithecus sediba sowie fossile Überreste von Tierkadavern. Datiert wurden die Funde auf circa 1,9 Millionen Jahre.
Die Forscher vermuten, die in der Malapa-Höhle entdeckten fossilen Tierkadaver seien in der Höhle von später eindringenden Wassermassen an eine tiefer gelegene Stelle gespült, dort angehäuft und unter angespültem und herabfallendem Gestein verschüttet worden.
Die Malapa-Höhle gehört zum UNESCO-Welterbes und Cradle of Humankind.

#### Olduvai (Tansania)
| \| Olduvai \|                    |
| Position von Olduvai in Tansania |
| Olduvai                          |

Olduvai-Schlucht, Januar 2011

Die Olduvai-Schlucht (englisch: Olduvai Gorge) ist ein Tal in den Serengeti-Plains im Ostafrikanischen Graben im nördlichen Tansania. Die Stätte besteht aus zwei Bereichen: aus dem nördlichen, größeren („Main Gorge“) und dem südlichen, kleineren („Side Gorge“). Die Stratigraphie des Geländes wird meist in fünf Schichten unterteilt (von unten zählend): Bed I bis Bed V, wobei nur die beiden untersten Schichten, die vor allem aus vulkanischen Tuffen bestehen, mit der Oldowan-Kultur assoziiert sind. Die Datierungen am Osthang der Schlucht wurden mittels der in den 1960er und 1970er Jahren noch recht jungen Kalium-Argon-Methode durchgeführt. Bed I datiert demzufolge in eine Zeit von etwa 1,80–1,75 Millionen Jahren vor heute. 2020 wurde am Westhang der Schlucht eine Ansammlung von Werkzeugen im unteren Bed I auf ein Alter von rund 2,0 Mio. Jahren datiert.
Die Werkzeuge, die zur Definition des „Oldowan“ führten, wurden im oberen Bereich von Bed I gefunden („Upper Bed I“). Dort, wie im unteren Bed II, befinden sich frühe Lagerplätze von Homininen, in denen die Artefaktkumulationen angetroffen wurden.
Bei den Rohmaterialien, aus denen die Artefakte bestehen, handelt es sich in der Olduvai-Schlucht hauptsächlich um Vulkangesteine („non-vesicular lava“). Häufig benutzt wurde Lavagestein, das von einer mittleren bis dunkelgrauen Färbung charakterisiert und allgemein relativ feinkörnig war. Vereinzelt wurde auch grünlichgrauer Phonolith verwendet. Die Herkunft der Lava erklärt sich aus der Nachbarschaft der Fundstätte zu dem von vulkanischer Aktivität geprägten Hochland im Süden und Osten; dort befindet sich beispielsweise der Ngorongoro- oder der Sadiman-Krater.

#### Peninj (Tansania)
Unter der Fundstätte Peninj versteht man einen Komplex von elf nahe beieinanderliegenden Fundstellen, die sich am Natron-See in Nord-Tansania befinden (nahe der kenianischen Grenze, wenige Kilometer nordöstlich von der Olduvai-Schlucht entfernt). Im Jahre 1964 entdeckte Kamoya Kimeu dort den Unterkiefer Peninj 1 eines Paranthropus boisei. Später wurde hier von einer internationalen Gruppe von Spezialisten, unter der Leitung des spanischen Teams, das schon in Atapuerca gegraben hatte, gegraben. Die Funde bestehen aus Faunenüberresten und typischen Oldowan-Werkzeug-Ensembles.
Datiert wird der Komplex (nicht ohne Kontroverse) nach der Kalium-Argon-Datierung der Mikrofauna der vulkanischen, auf 1,6 bis 1,4 Millionen Jahren geschätzten Schicht, welche die Oldowan-Schicht überlagert. Diese vulkanische Schicht ist im Spanischen bekannt als „Toba 1 de Arcillas Arenosas Superiores“ (wörtlich: „Tuffstein 1 aus oberem sandigem Lehm“) und gehört zur geologischen Formation „Humbu“.
Die Steinwerkzeugherstellung von Peninj war sehr weit fortgeschritten, entwickelter als z. B. in Koobi Fora. Die Tendenz zur typologischen Normierung der Werkzeuge durch die Hominiden und die Fähigkeit, die Splitter mit konkreten Formen und Größen herauszuarbeiten, sind einige der bemerkenswertesten Erkenntnisse aus den Funden. Es wird sogar angenommen, dass die Hominiden dieser Fundstätten fähig gewesen seien, standardmäßig Werkzeuge zu fertigen, vergleichbar mit der Levallois-Technik des Mittelpaläolithikums, die aber eigentlich für das wesentlich jüngere Acheuléen als typisch gilt.

### Fundplätze in Europa und Asien
Einfachste Steinwerkzeugindustrien des Menschen wurden in anderen, außerhalb Afrikas gelegenen Teilen der Welt in der Vergangenheit nicht unter dem Begriff „Oldowan“ subsumiert. Wann immer heutzutage von Oldowan außerhalb Afrikas gesprochen wird, datieren die Fundstücke in der Regel wesentlich jünger als die entsprechenden afrikanischen.
Die asiatischen Kulturen auf diesem technologischen Level werden vielfach als „Lower Paleolithic Cultures of Asia“ bezeichnet; Fundstellen hierfür sind unter anderen Kota Tampan in den frühpleistozänen Terrassen des Sungai Perak im nördlichen Malaya und die Ausgrabungen im Cagayan Valley, Insel Luzon.
Der berühmteste Archäologe, der in diesem Gebiet forschte, war Hallam Movius, der seine Ergebnisse unter anderem in den Transactions of The American Philosophical society aus dem Jahr 1949 veröffentlichte.
Eine Revision europäischer Fundplätze des Altpaläolithikums kam zu Beginn der 1990er Jahre zu dem Schluss, dass es im nordalpinen Europa keine plausible Geröllgerätekultur gegeben habe. Alle verlässlichen Fundplätze Europas entstammen demnach dem Zeithorizont des Acheuléens. Die Sichtweise änderte sich mit den Funden der ältesten Oldowan-Werkzeuge in Eurasien, die seit Mitte der 1990er Jahre gefunden wurden und rund 1,8 Mio. Jahre alt sind.

#### Atapuerca (Spanien)
Ebenfalls in den 1990er Jahren wurden in der Sierra de Atapuerca, circa 15 km östlich von Burgos (Nord-Spanien), Steinwerkzeuge gefunden, die wohl 800.000 Jahre alt sind und einer primitiven Kultur ohne Faustkeile entstammen. Dadurch wurde bewiesen, dass frühe Werkzeugkulturen nicht ausschließlich auf Afrika beschränkt sein müssen und dass diese auch in Europa existent waren.

#### Dmanisi (Georgien)
| \| Dmanisi \|                    |
| Position von Dmanisi in Georgien |
| Dmanisi                          |

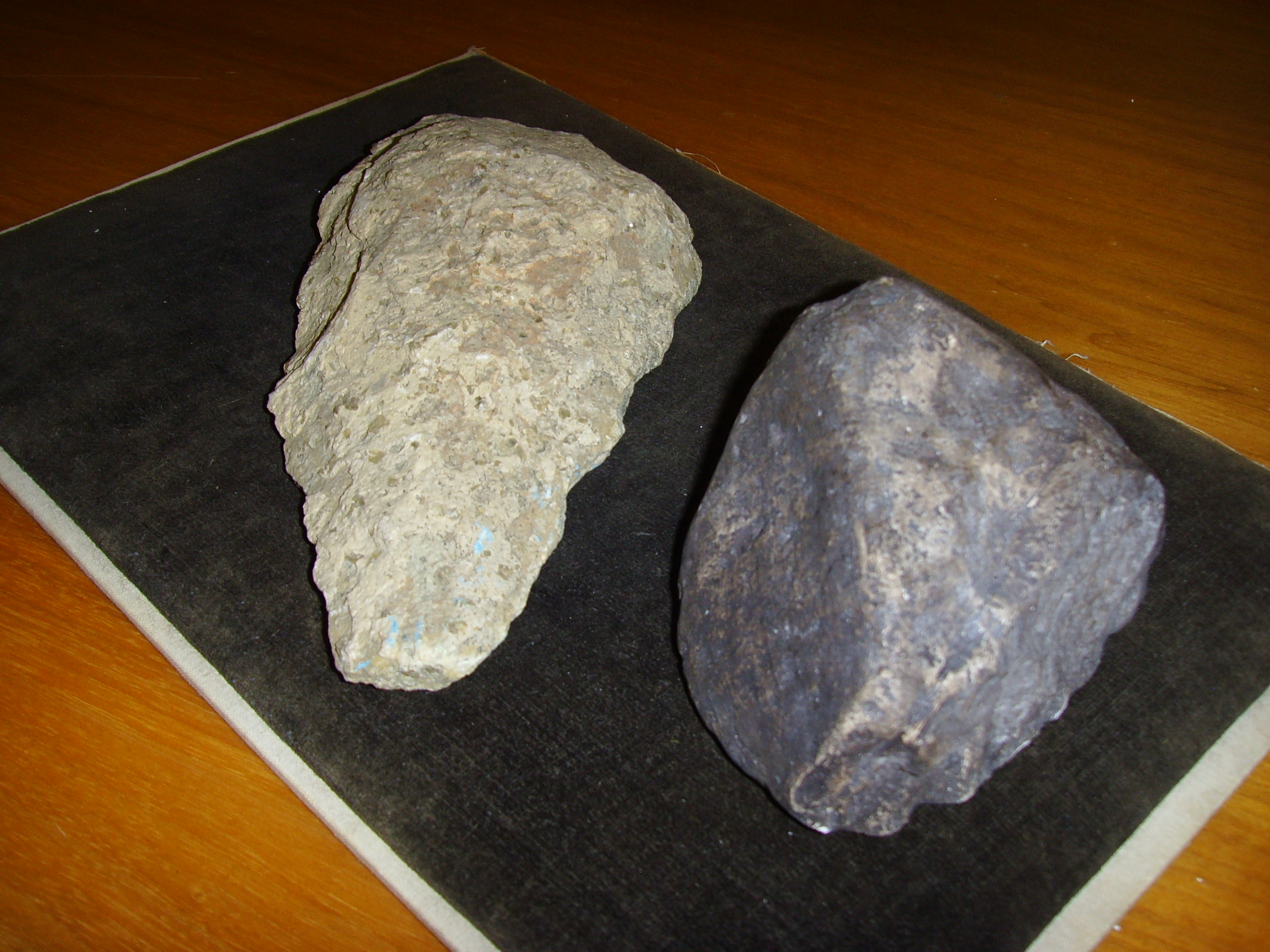
Oldowan-Werkzeug aus Dmanissi (rechts), daneben zum Vergleich ein Faustkeil des Acheuléen

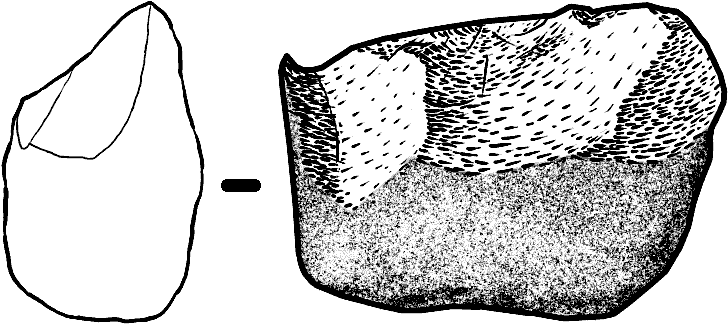
Ein ca. 1,8 Mio. Jahre alter Chopper aus Dmanisi

Die ältesten Werkzeuge des Oldowan in Europa stammen aus dem georgischen Dmanisi. Sie wurden in Zusammenhang mit den derzeit ältesten bekannten homininen Fossilien außerhalb Afrikas entdeckt.
Der Fundplatz liegt in der Vulkanregion Kveno Karti in Südostgeorgien, 65 Kilometer südwestlich von Tiflis, auf einem Hochplateau. Das Plateau wird aus Basaltströmen gebildet; diese formen einen langgestreckten, dreieckigen Felssporn, auf welchem sich das mittelalterliche Dorf Dmanisi befindet. Erste archäologische Untersuchungen fanden im Jahr 1963 unter Vachtang V. Dzaparidze statt, ab 1984 wurden erste, einfach gearbeitete Steinartefakte entdeckt. Beginnend im Jahr 1991 wurde das Plateau schließlich durch das Archäologische Zentrum der georgischen Akademie der Wissenschaften und des Forschungsbereiches Altsteinzeit des Römisch-Germanischen Zentralmuseums Mainz untersucht. Im Jahr 1996 wurde der Unterkiefer D 211 gefunden, der zu einer bislang nicht endgültig geklärten Art der Gattung Homo gehört. Die Altersbestimmungen der Stratenfolgen erfolgten über paläomagnetische sowie über radiometrische Datierungsmethoden und ergaben eine Datierung von 1,942 bis 1,785 Millionen Jahren vor heute.
Die Schichtfolge bildet eine durchgehende Abfolge vom Oldowan und developed Oldowan bis zum Acheuléen. Aufgrund ihres hohen Alters und aufgrund der sehr einfachen Schlagtechnik wurde geschlossen, dass die Inventare an Steinartefakten von Dmanisi zu den Kern- und Abschlagsindustrien des Oldowan-Technokomplexes gehörten. Fundplätze mit einem ähnlich hohen Alter waren bislang nur aus Afrika bekannt, weswegen Dmanisi eine herausragende Stellung in der Liste der europäischen Fundplätze des Altpaläolithikums einnimmt. Die Artefakte wurden mit direkten, harten Schlägen zugerichtet; es sind ferner Schlagsteine, Kernformen, Abschläge und die daraus hervorgehenden Abschlagsgeräte bekannt – ein Hinweis darauf, dass sich im Verlauf des Oldowan neben den klassischen Kerngeräten aus Abschlägen hergestellte Artefakte etablierten.

#### Weitere Fundplätze
- Chilhac III (Frankreich)
- Orco (Spanien)
- Šandalja I (Kroatien)
- ʻUbeidiya (Israel)
- Yiron (Israel)
- Sokotra (Jemen)[82]

### Oldowan allgemein
- Stanley H. Ambrose: Paleolithic Technology and Human Evolution. In: Science. Band 291, Nr. 5509, 2001, S. 1748–1753, doi:10.1126/science.1059487.
- Chester F. Gorman: Hoabinhian: A pebble-tool complex with early plant associations in Southeast Asia. In: Science. Band 163, Nr. 3868, 1969, S. 671–673, doi:10.1126/science.163.3868.671.
- Lawrence H. Keeley, Nicolas Toth: Microwear polishes on early stone tools from Koobi Fora, Kenya. In: Nature. Band 293, 1981, S. 464–465, doi:10.1038/293464a0.
- Mary Leakey: Primitive Artefacts from Kanapoi Valley. In: Nature. Band 212, 1966, S. 579–581, doi:10.1038/212579a0.
- Hallam Movius jr.: The Lower Paleolithic cultures of Southern and Eastern Asia. In: Transactions of the American Philosophical Society. Band 38, Nr. 4, 1948, Philadelphia 1949, S. 329–421, doi:10.2307/1005632.
- William D. Snyder, Jonathan S. Reeves, Claudio Tennie: Early knapping techniques do not necessitate cultural transmission. In: Science Advances. Band 8, Nr. 27, 2022, eabo2894, doi:10.1126/sciadv.abo2894. (freier Volltext)
- Norman M. Whalen, David W. Pease: Variability in developed Oldowan and Acheuleen bifaces of Saudi Arabia. In: Atlal. The Journal of Saudi Arabian Archeology. Band 13, 1990, S. 43–48.

### Fundstelle Olduvai
- G. H. Curtis: Notes on some Miocene to Pleistocene potassium-argon results. In: W. W. Bishop, J. D. Clark: Background to evolution in Africa. Chicago University Press, S. 365–369.
- Richard L. Hay: Stratigraphy of Bed I–IV, Olduvai Gorge, Tanganyika. In: Science. Band 139, Nr. 3557, S. 829–833, doi:10.1126/science.139.3557.829
- Richard L. Hay: Revised stratigraphy of Olduvai Gorge. In: W. W. Bishop, J. D. Clark: Background to Evolution in Africa. Chicago University Press, S. 221–228.
- Alastair Key, Tomos Proffitt und Ignacio de la Torre: Raw material optimization and stone tool engineering in the Early Stone Age of Olduvai Gorge (Tanzania). In: Journal of the Royal Society Interface. Band 17, Nr. 162, 2010, doi:10.1098/rsif.2019.0377.
- Louis S. B. Leakey: Olduvai Gorge, a report on the evolution of the hand-axe culture in beds I–IV. Cambridge University Press, Cambridge 1951.
- Louis S. B. Leakey: Olduvai Gorge. Band 1: 1951–1961 Fauna and background. Cambridge University Press, 1967.
- Mary D. Leakey: A Review of the Oldowan Culture from Olduvai Gorge, Tanzania. In: Nature. Band 210, 1966, S. 462–466, doi:10.1038/210462a0.
- Mary D. Leakey: Olduvai Gorge. Band 3: Excavations in Beds I and II, 1960–1963. Cambridge University Press, 1971.
- Richard Potts, Pat Shipman: Cutmarks made by stone tools on bones from Olduvai Gorge, Tansania. In: Nature. Band 291, 1981, S. 577–580, doi:10.1038/291577a0.
- Phillip V. Tobias: Olduvai Gorge. Band 2: The cranium of Australopithecus (Zinjanthropus) Boisei. Cambridge University Press, 1967.
- Phillip V. Tobias: Olduvai Gorge. Band 4: The skulls, endocasts and teeth of homo habilis. Cambridge University Press, 1991.

### Fundstelle Gona
- J. L. Aronson et al.: New Geochronologic and paleomagnetic data for the hominid-bearing Hadar Formation, Ethiopia. In: Nature, Band 267, 1977, S. 323–327.
- Berhane Asfaw et al.: Australopithecus garhi: a new species of early hominid from Ethiopia. In: Science, Band 285, 1999, S. 629–635.
- J. Desmond Clark et al.: Hominid Occupation of the East Central Highlands of Ethiopia in the Plio-Pleistoscene. In: Nature, Band 282, 1979, S. 33–39.
- J. W. K. Harris et al.: Pliocene archeology at the Gona River, Hadar. In: Nyame Akuma, Band 31, 1989, S. 19–21.
- Sileshi Semaw et al.: 2,5-million-year-old stone tools from Gona, Ethiopia. In: Nature, Band 385, 1997, S. 333–336.

### Fundstelle Dmanisi
- Günter Bräuer et al.: Der hominide Unterkiefer von Dmanisi: Morphologie, Pathologie und Analysen zur Klassifikation. In: Jahrbuch des RGZM 42. Verlag des römisch-germanischen Zentralmuseums, Mainz 1996, S. 183–203.
- Eric Delson et al.: Homo at the Gates of Europe. In: Nature, Band 373, 1995, S. 472–473.
- Vachtang Dzaparidze, Gerhard Bosinski et al.: Der altpaläolithische Fundplatz Dmanisis in Georgien (Kaukasus). In: Jahrbuch des RGZM 36. Verlag des römisch-germanischen Zentralmuseums, Mainz 1992, S. 67–116.
- Leo Gabunia, Olaf Jöris: Taxonomy of the Dmanisi Crania. In: Science, Band 289, 2000, S. 55–56.
- Leo Gabunia: Der menschliche Unterkiefer von Dmanisi (Georgien, Kaukasus). In: Jahrbuch des RGZM 39. Verlag des römisch-germanischen Zentralmuseums, Mainz 1995, S. 185–208.
- Antje Justus et al.: Neun Jahre Ausgrabungen in Dmanisi (Georgien, Kaukasus). In: Jahrbuch des RGZM 36. Verlag des römisch-germanischen Zentralmuseums, Mainz 1992, S. 67–116.

### Oldowan in Nordafrika
- Mohamed Sahnouni, Jean de Heinzelin: The Site of Ain Hanech Revisited: New Investigations at this Lower Pleistocene Site in Northern Algeria. In: Journal of Archaeological Science, 1998, Band 25, S. 1083–1101, Article No. as980278, Volltext (PDF; englisch; 534 kB)